# Fèdir Lasxònov
Fèdir Lasxònov   (Róvenki, 4 de novembre de 1950) fou un jugador de voleibol ucraïnès que va competir sota bandera de la Unió Soviètica entre les dècades de 1960 i 1980.
El 1980 va prendre part en els Jocs Olímpics d'Estiu de Moscou, on guanyà la medalla d'or en la competició de voleibol.
En el seu palmarès també destaquen una medalla d'or al Campionat del Món de voleibol de 1978, una medalla d'or a la Copa del Món de voleibol de 1977 i dues medalles d'or al Campionat d'Europa de voleibol, el 1977 i 1979. A nivell de clubs jugà al Zvezdva Voroschilovgrad (1967-1984), amb qui guanyà la Recopa d'Europa de 1973.
Una vegada retirat exercí d'entrenador en equips d'Ucraïna, Turquia i Israel.